# Браян Броббі
Браян Ебенезер Аджей Броббі (нід. Brian Ebenezer Adjei Brobbey; нар. 1 лютого 2002, Амстердам) — нідерландський футболіст ганського походження, нападник клубу «Аякс» і збірної Нідерландів.

## Клубна кар'єра
Броббі починав футбольну кар'єру в амстердамському клубі АФК, де також грав його старший брат Самуель. У 2010 році перейшов у футбольну академію «Аякса». 15 жовтня 2018 року Броббі дебютував у професійному футболі за «Йонг Аякс» у програному виїзному матчі Ерстедівізі проти «Йонг ПСВ» (1:2).
За першу команду «Аяксу» дебютував в Ередивізі 31 жовтня 2020 року, вийшовши на заміну в грі проти «Фортуни» (5:2), в якій забив гол..
Взимку 2020/21 року Броббі оголосив, що влітку покине «Аякс» у статусі вільного агента. 12 березня 2021 року підписав чотирирічний контракт з німецьким клубом «РБ Лейпциг», який набуває чинність з 1 липня.

## Виступи за збірні
Гравець юнацьких та молодіжної збірних Нідерландів.
У 2018 році в складі юнацької збірної Нідерландів до 17 років Броббі виграв юнацький чемпіонат Європи в Англії. На турнірі він зіграв в матчах проти команд Німеччини, Сербії, Іспанії, Англії, Ірландії і Італії . У поєдинках проти сербів і італійців Браян забив три голи.
У 2019 році Броббі вдруге виграв юнацький чемпіонат Європи до 17 років в Ірландії. На турнірі він зіграв в матчах проти команд Бельгії, Іспанії, Італії, Швеції і Англії . У поєдинках проти шведів і англійців Браян забив три голи.
З молодіжною командою поїхав на молодіжний чемпіонат Європи 2021 року в Угорщині та Словенії, де в матчі проти Угорщини, відзначився голом і допоміг своїй команді виграти 6:1 та вийти з групи з першого місця.

## Титули і досягнення
- Володар Кубка Нідерландів (1):

Аякс: 2020-21
- Чемпіон Нідерландів (2):

Аякс: 2020-21, 2021-22
- Володар Кубка Німеччини (1):

«РБ Лейпциг»: 2021-22
Збірні
- Чемпіон Європи (U-17) (2): 2018, 2019

Особисті досягнення
- Гравець місяця Ередивізі: лютий 2025[20]
- Команда місяця Ередивізі (2): травень 2022[21], лютий 2025[22]

## Статистика
Станом на 12 березня 2021
| Клуб              | Сезон             | Ліга | Ліга | Кубок | Кубок | Єврокубки | Єврокубки | Разом | Разом |
| Клуб              | Сезон             | Ігри | Голи | Ігри  | Голи  | Ігри      | Голи      | Ігри  | Голи  |
| ----------------- | ----------------- | ---- | ---- | ----- | ----- | --------- | --------- | ----- | ----- |
| → Йонг Аякс       | 2018/19           | 2    | 0    |       |       |           |           | 2     | 0     |
| → Йонг Аякс       | 2019/20           | 13   | 7    |       |       |           |           | 13    | 7     |
| → Йонг Аякс       | 2020/21           | 15   | 9    |       |       |           |           | 15    | 9     |
| → Йонг Аякс       | Разом             | 30   | 16   |       |       |           |           | 30    | 16    |
| Аякс              | 2020/21           | 7    | 2    | 0     | 0     | 4         | 2         | 11    | 4     |
| Аякс              | Разом             | 7    | 2    | 0     | 0     | 4         | 2         | 11    | 4     |
| Всього за кар'єру | Всього за кар'єру | 37   | 18   | 0     | 0     | 4         | 2         | 41    | 20    |